# Kasendorf
Kasendorf é um município da Alemanha, no distrito de Kulmbach, na região administrativa da Alta Francónia, estado de Baviera. É a sede do Verwaltungsgemeinschaft de Kasendorf.